# Кућа (филм из 1986)
Кућа (енгл. House) је америчка хорор-комедија из 1986. године режисера Стива Мајнера, са Вилијамом Катом, Џорџом Вендтом, Кеј Ленц и Ричардом Молом у главним улогама.
Филм је добио претежно помешане критике и генерално је боље прихваћен код критичара него код публике, критичари са сајта Ротен Томејтоуз су га оценили са 62%, док је од публике добио нешто нижи проценат од 46%. Метакритик је на основу 5 рецензија доделио филму просечну оцену 44 од 100 што указује на претежно помешане оцене.
Упркос помешаним и не тако добрим критикама остварио је солидан финансијски приход на благајнама, и са  зарадом која се укупно процењује на више од 22 милиона $ финансијски је успешан пројекат.
Премијерно је пуштен у биоскопе САД-а 28. фебруара 1986, а током првог викенда премијере филм се налазио на другом месту по заради у САД-у одмах иза филма Лепотица у ружичастом.  Изродио је филмски серијал који укупно чине 4 филма, а први наставак је снимљен већ наредне године под насловом Кућа 2: Друга прича.

## Радња
Познати писац Роџер Коб живи раздвојен од своје супруге након породичне трагедије у којој је изгубио свог сина под неразјашњеним околностима. Роџер у намери да напише своју нову књигу о личним искуствима које је проживео у Вијетнамском рату одлази у кућу своје тетке, у којој је она под мистериозним околностима пронађена обешена, и у којој је његов син такође нестао без трага. Роџер одбија да прода кућу по препоруци адвоката за имање јер одлучује да остане у њој да би могао да напише своју књигу у миру. Убрзо пошто се уселио Роџер почиње да има ноћне море о догађајима из Вијетнамског рата који га прогањају. Наредног дана Роџер упознаје свог новог комшију Харолда Гортона који тврди како је његова тетка била луда и чудна особа. Недуго затим пошто се вратио у кућу да би се посветио писању своје књиге почињу да се дешавају чудне ствари, а и сама Роџерова тетка Елизбет је говорила како је кућа уклета. Наредне вечери тачно у поноћ Роџеру се учинило да се нешто помера у старом ормару, а када га је отворио из ормара је изашло створење налик на духа које је покушало да га одведе са собом али му је ипак успео побећи, Роџер убрзо схвата да је његова тетка све време била у праву у вези са кућом и да мора да усними оно што је видео како би му ико поверовао...

## Улоге
| Глумац          | Улога          |
| --------------- | -------------- |
| Вилијам Кат     | Роџер Коб      |
| Џорџ Вендт      | Харолд Гортон  |
| Кеј Ленц        | Сенди Синклар  |
| Ричард Мол      | велики Бен     |
| Мери Ставин     | Тања           |
| Сузан Френч     | тетка Елизабет |
| Мајкл Енсињ     | гдин. Паркер   |
| Алан Отри       | полицајац 1    |
| Стивен Вилијамс | полицајац 2    |
| Ерик Силвер     | Џими           |